# Priporu (okręg Vâlcea)
Priporu – wieś w Rumunii, w okręgu Vâlcea, w gminie Vlădești. W 2011 roku liczyła 1096 mieszkańców.